# LM386

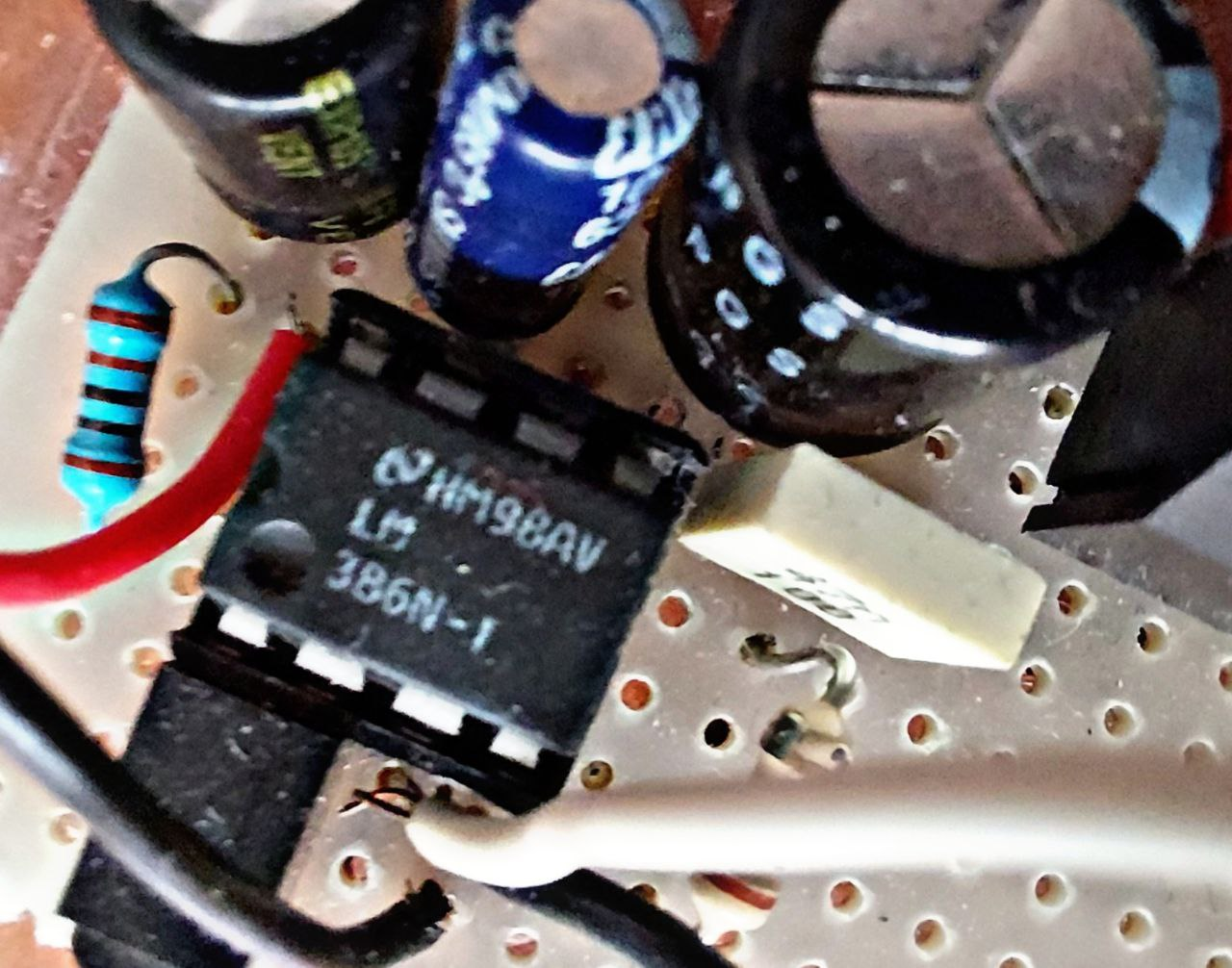
L'LM386 su una scheda di prototipazione.

L'LM386 è un circuito integrato a 8 pin (DIP-8), largamente utilizzato nell'elettronica dei segnali, costituente un piccolo amplificatore di potenza. È utilizzato in moltissimi dispositivi elettronici analogici per la sua grande versatilità: occupando poco spazio e potendo operare a tensioni molto basse è ottimale per l'alimentazione a pile ed è un componente quasi onnipresente in qualsiasi circuito portatile che necessiti di pilotare un altoparlante.

## Storia
L'integrato è stato progettato dall'azienda americana Texas Instruments e lanciato sul mercato il 26 agosto del 1983, ma attualmente è prodotto da praticamente ogni costruttore di componenti elettronici anche in differenti versioni e package.

## Caratteristiche tecniche
Il chip è stato progettato per svolgere la funzione di amplificatore audio integrato, erogante una potenza variabile tra i 250 ed i 700 milliwatt in base alla configurazione utilizzata.
|                             | Minimo | Massimo | Unità di misura |
| --------------------------- | ------ | ------- | --------------- |
| Tensione di alimentazione   | 4      | 12      | Volt            |
| Corrente a riposo           | 6      | 8       | milliAmpere     |
| Potenza in uscita           | 250    | 700     | milliWatt       |
| Guadagno in tensione        | 26     | 46      | Decibel         |
| Distorsione Armonica Totale | 0.2%   | 10%     |                 |

Esiste anche una versione leggermente evoluta, chiamata LM386N-4, funzionante fino a 18 Volt con una potenza massima di 1 Watt.
L'impedenza minima dell'altoparlante pilotabile dal circuito è di 4 Ohm, mentre l'impedenza di ingresso è di 50kΩ. 
Il guadagno può essere regolato attraverso un condensatore da 10 μF ed una resistenza posti tra i pin 1 ed 8, secondo la seguente formula: {\displaystyle G={\frac {30k\Omega }{150\Omega +(R_{1\rightarrow 8}\parallel 1.35k\Omega )}}}. Il guadagno massimo si ottiene attraverso l'utilizzo esclusivo del condensatore, il quale, comportandosi da cortocircuito (R=0), permette di ottenere una amplificazione di 200 volte. Lasciando il circuito tra i due pin aperto, invece, si ottiene il guadagno minimo, 20 volte, ma anche la minima distorsione possibile.

## Connessioni

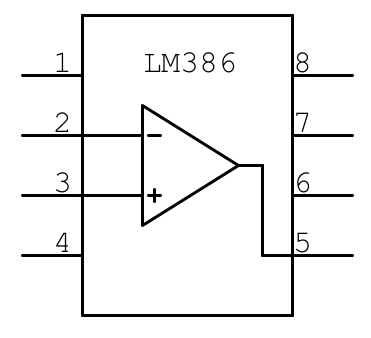
Simbolo circuitale dell'integrato

| Nr. | Nome    | Funzione                                          |
| --- | ------- | ------------------------------------------------- |
| 1   | Gain    | Controllo del guadagno attraverso un circuito R-C |
| 2   | Input − | Ingresso invertente                               |
| 3   | Input + | Ingresso non invertente                           |
| 4   | GND     | Polo negativo dell'alimentazione, massa.          |
| 5   | Output  | Uscita del segnale amplificato                    |
| 6   | Vcc     | Polo positivo dell'alimentazione, tra 4 e 12 Volt |
| 7   | Bypass  | Connessione al condensatore di bypass             |
| 8   | Gain    | Controllo del guadagno attraverso un circuito R-C |

## Circuito interno

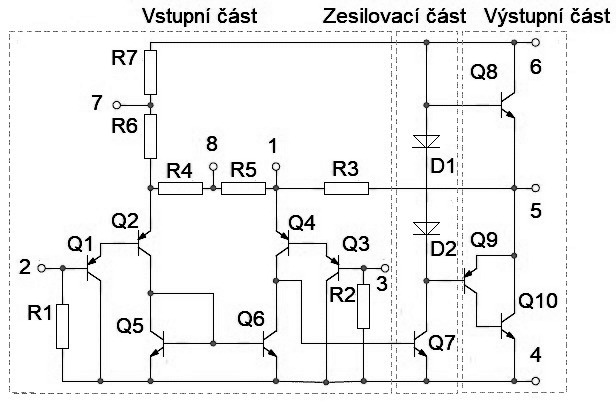
Schema interno del circuito

La struttura interna dell'integrato è divisibile in quattro sezioni:
- Ingresso: è formato da due transistor in configurazione LTP, ha il compito di aumentare l'impedenza di ingresso (funzionando da buffer) e impostare la polarizzazione del segnale in corrente continua a metà della tensione di alimentazione, permettendo il funzionamento dello stadio finale senza una alimentazione duale.
- Amplificatore di tensione: amplifica la tensione del segnale in ingresso fino al valore necessario a pilotare l'amplificatore di potenza, è formato da un transistor NPN operante in classe A.
- Finale di potenza: si occupa di fornire il guadagno di corrente necessario per permettere di pilotare un carico a bassa impedenza quale un altoparlante o un'antenna, è composto da due transistor in configurazione push-pull (ogni transistor amplifica una semionda), operanti in classe AB, e due diodi che permettono di rimuovere la distorsione di cross-over.
- Retroazione negativa: riporta una parte del segnale in uscita all'ingresso dell'amplificatore di tensione, aumentando la stabilità del circuito e diminuendo la distorsione.

## Applicazioni pratiche

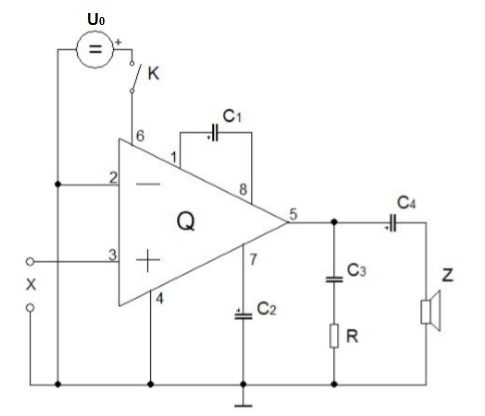
Lo schema circuitale tipico nel quale l'integrato viene utilizzato

L'LM386, viene utilizzato principalmente per pilotare altoparlanti di bassa potenza in circuiti quali radio portatili o walkie-talkie, ma è abbastanza comune anche come pilota per l'antenna di piccoli trasmettitori radio ed è stato utilizzato anche in diversi amplificatori portatili per chitarra.
Tra i prodotti più conosciuti utilizzanti tale integrato figurano gli amplificatori per chitarra "Little Gem" e il "Ruby Amp".
Inoltre il suo ridotto costo e facile utilizzo lo rende uno dei circuiti integrati più gettonati per progetti "self-made" da makers e radioamatori.